# Fred van der Poel
Franciscus Cornelis Gerardus (Fred) van der Poel (Solo, 5 februari 1902 – Rotterdam, 23 januari 1980) was een Nederlands voormalig voetballer die als doelman speelde. Daarnaast was hij officier in het Koninklijk Nederlands-Indisch Leger en in die hoedanigheid tijdens de Indonesische onafhankelijkheidsoorlog commandant van het 3e Bewakingsbataljon.

## Interlandcarrière

### Nederland
Op 2 april 1923 debuteerde Van der Poel voor Nederland in een vriendschappelijke wedstrijd tegen Frankrijk (8 – 1 winst).
| Interlands van Fred van der Poel voor Nederland | Interlands van Fred van der Poel voor Nederland | Interlands van Fred van der Poel voor Nederland | Interlands van Fred van der Poel voor Nederland | Interlands van Fred van der Poel voor Nederland | Interlands van Fred van der Poel voor Nederland |
| №                                               | Datum                                           | Wedstrijd                                       | Uitslag                                         | Soort Wedstrijd                                 | Doelpunten                                      |
| Als speler bij Velocitas Breda                  | Als speler bij Velocitas Breda                  | Als speler bij Velocitas Breda                  | Als speler bij Velocitas Breda                  | Als speler bij Velocitas Breda                  | Als speler bij Velocitas Breda                  |
| ----------------------------------------------- | ----------------------------------------------- | ----------------------------------------------- | ----------------------------------------------- | ----------------------------------------------- | ----------------------------------------------- |
| 1.                                              | 2 april 1923                                    | Nederland – Frankrijk                           | 8 – 1                                           | Vriendschappelijk                               | 0                                               |